# Neoclytus acteon
Neoclytus acteon là một loài bọ cánh cứng trong họ Cerambycidae.